# Jakutenaufstand
Der Jakutenaufstand (russisch Якутский мятеж) war die letzte Episode und letzte Reihe militärischer Gefechte des russischen Bürgerkriegs. Die Feindseligkeiten fanden zwischen September 1921 und Juni 1923 statt und konzentrierten sich auf den Ajano-maiski rajon im Fernen Osten Russlands.

## Geschichte
Im September 1921 brach in diesem Teil Jakutiens ein Aufstand aus. Etwa 200 Soldaten der Weißen Armee wurden von Kornett Michail Korobeinikow angeführt. Im März 1922 gründeten sie in Tschuraptscha die provisorische jakutische Volksregierung. Am 23. März eroberte Korobeinikow mit sechs bewaffneten jakutischen Soldaten die Großstadt Jakutsk. Die Garnison der Roten Armee wurde dezimiert.
Im April kontaktierte die Weiße Armee die Provisorische Amur-Regierung in Wladiwostok und bat um Hilfe. Am 27. April rief die russische bolschewistische Regierung die Jakutische ASSR aus und entsandte eine Expedition, um den Aufstand niederzuschlagen. Im Sommer 1922 wurden die Weißen Soldaten aus Jakutsk vertrieben und zogen sich an die Pazifikküste zurück. Sie besetzten die Hafenstädte Ochotsk und Ajan und baten Wladiwostok erneut um Verstärkung.
Am 30. August segelte die Pazifikflotte, deren Besatzung aus etwa 750 Freiwilligen unter Generalleutnant Anatoli Pepeljajew bestand, von Wladiwostok aus, um den Weißgardisten zu helfen. Drei Tage später ging diese Truppe in Ajan an Land und marschierte nach Jakutsk. Ende Oktober, als Pepeljajew die Ortschaft Nelkan einnahm, erfuhr er, dass die Bolschewiki die von der Weißen Armee kontrollierte Stadt Wladiwostok eingenommen hatten und der Bürgerkrieg vorbei war.
Als am 30. Dezember 1922 die Sowjetunion gegründet wurde, war das einzige russische Gebiet, das noch von der Weißen Bewegung kontrolliert wurde, die Region der Pepeljajewschtschina („пепеляевщина“), die in der sowjetischen Geschichtsschreibung so genannt wurde, also Ajan, Ochotsk und Nelkan. Eine Einheit bolschewistischer Streitkräfte unter Iwan Strod wurde im Februar 1923 gegen Pepeljajew geschickt. Am 12. Februar besiegten sie Pepeljajews Streitkräfte in der Nähe von Sasyl-Sasyg; im März zog sich die Weiße Armee aus Amga zurück.
Am 24. April 1923 segelten die Schiffe Stawropol und Indigirka von Wladiwostok nach Ajan. Sie enthielten ein Kontingent der Roten Armee unter Stepan Wostrezow. Bei seiner Ankunft in Ajan am 6. April erfuhr Wostrezow, dass Pepeljajew nach Nelkan evakuiert worden war. Der Rest der Weißen Armee wurde am 6. Juni in der Nähe von Ochotsk und am 16. Juni in der Nähe von Ajan besiegt. 103 weiße Offiziere und 230 Soldaten wurden gefangen genommen und nach Wladiwostok transportiert. Pepeljajew selbst wurde nach der Schlacht von Ajan gefangen genommen und verbrachte die nächsten 13 Jahre in den Gulag-Lagern, bevor er 1938 während der stalinistischen Säuberungen hingerichtet wurde.
Ab August 1923 verblieb eine kleine „Weiße“ Einheit noch im Dorf Allaicha am unteren Indigirka-Fluss, nahe dem Nordmeer, unter der Führung von Stabsrittmeister Walentin Pawlowitsch Nikolajew bis zum Dezember 1924.

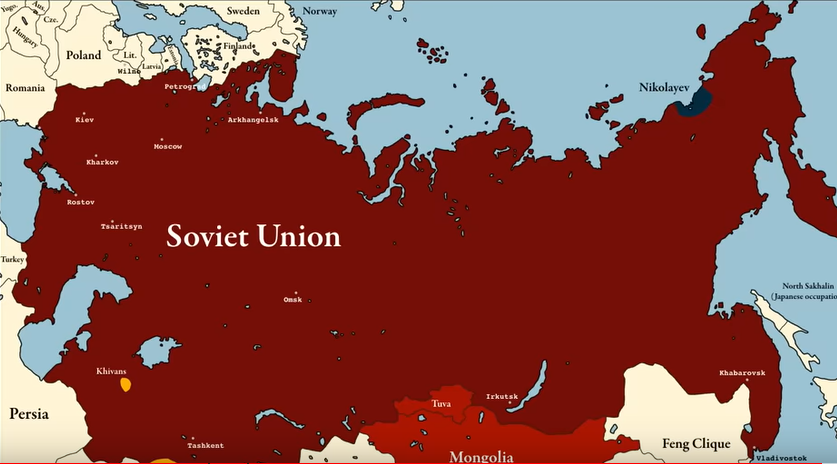
Die Nikolajew-Zone im Jahr 1923 während des Russischen Bürgerkriegs

Nach der endgültigen Wiederherstellung der Sowjetmacht in Srednekolymsk und dem gesamten Bezirk, suchten vier Offiziere Zuflucht in Allaicha und versammelten mehrere Dutzend lokale Jakuten um sich. Sie beschlossen, bis zum Ende zu kämpfen. Im November wurde Nikolajew von Allaicha nach Srednekolymsk geschickt, um Ausrüstung und Munition zu kaufen. Dort erfuhr er, dass die Sowjetmacht in Srednekolymsk gestärkt worden war. Die Behörden in Srednekolymsk entschieden, die letzten Weißen Garden zu beseitigen.
Eine Kommission für die friedliche Beendigung des Aufstands bot den Rebellen Amnestie an. Die Dorfbewohner von Abyy und Allaicha akzeptierten dies, lösten ihre Milizen auf und unterstützten die Sowjetmacht. Nach Nikolajews Rückkehr nach Allaicha nutzten sie die Amnestie und wählten ein Revolutionskomitee. Derewjanow, Nikolajew und Rakow ergaben sich und blieben frei.